# Gastrolit

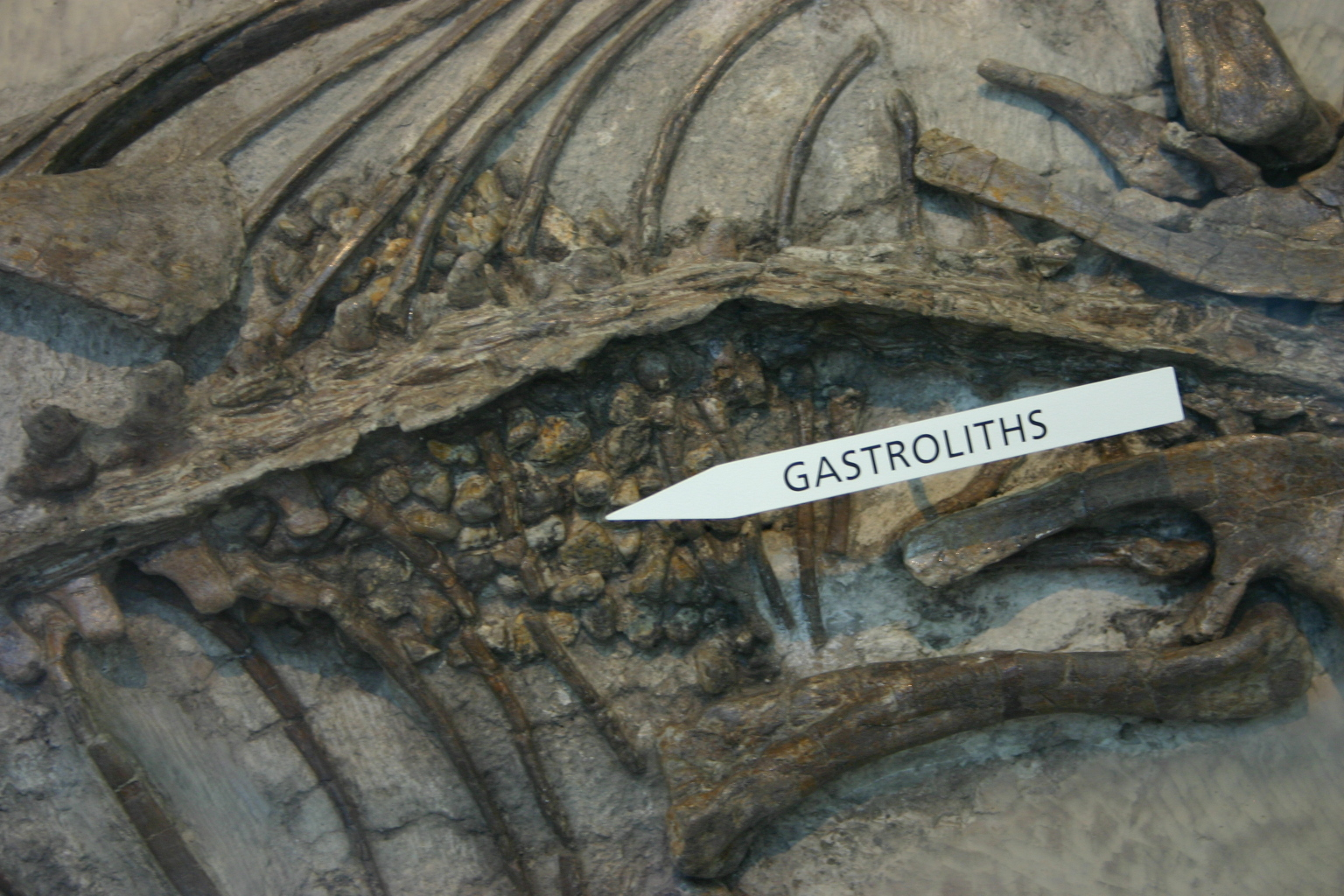
Fosilă de Psittacosaurus cu gastroliți în regiunea stomacului,
Muzeul american de istorie naturală

Gastrolitul este o concrețiune, de obicei de natură calcaroasă găsită în stomacul unor animale (crustacee, pasări, reptile, pești, mamifere), inclusiv la om.
La crustacee pe pereții regiunii cardiace a stomacului se vad de obicei doi gastroliți, ca două plăci rotunde albicioase, câte unul de fiecare parte, popular cunoscuți sub numele de "ochi de rac". Ei sunt formați din calcar și constituie o rezervă pentru mineralizarea crustei nou formate după fiecare năpârlire.
La pasări, reptile sau pești gastroliții sunt niște pietricele pe care le-au înghițit aceste animale pentru a facilita digestia. Păsările nu au dinți, iar crocodilii nu au molari cu care să sfărâme mâncarea. Multe dintre aceste animale, în special păsările granivore (care se hrănesc cu semințe), înghit grăunți de nisip sau pietricele de diferite mărimi (gastroliți), pe care le folosesc pentru triturarea hranei în interiorul pipotei. Stomacul păsărilor este împărțit în două compartimente. Primul compartiment este stomacul glandular care este o lărgire a esofagului, și are pereți subțiri și bogați în glande, a căror secreție conține un ferment proteolitic. Al doilea compartiment este stomacul musculos (pipota, rânza) și este separat de primul printr-o gâtuitură. Rânza are pereții musculoși și uniform îngroșați și servește ca rezervor alimentar și continuă digestia alimentelor cu ajutorul sucurilor provenite din stomacul glandular. Rânza este mai slab dezvoltată la păsările insectivore, răpitoare, pinguini, pelicani, la care are forma cea mai simplă - un fel de sac extensibil cu pereții musculoși uniform îngroșați, care servește ca rezervor alimentar și unde se continuă digestia cu ajutorul sucurilor provenite din stomacul glandular. La păsările erbivore (de ex., la galiforme) care se hrănesc cu părți vegetale dure (frunze de conifere, rămurele, muguri) și mai ales la cele granivore (de ex., multe paseriforme) care se hrănesc cu semințe, alimentele necesită o acțiune de sfărâmare mecanică. La aceste păsări, rânza este comprimată lateral și mușchii puternici ai săi formează două plăci laterale. Rânza este căptușită pe dinăuntru cu o crustă cheratinoasă foarte groasă și cutată, care acționează ca pietrele de moară la sfărâmarea alimentelor (stomac triturant). Acțiunea de sfărâmare este ajutată de grăuncioarele de nisip și de pietricelele (gastroliții) pe care le înghite pasărea împreună cu alimentele. Părțile din alimente care nu au fost digerate, ca oasele, părul, penele, cochiliile etc., sunt adesea eliminate prin gură sub formă de cocoloș, numit ingluvie.
La om și rumegătoare gastrolitul (sinonim: calcul gastric) este o concrețiune, de obicei calcaroasă, în stomac, care se formează frecvent în jurul unui bezoar. Bezoarul este o concrețiune calculoasă în tubul digestiv (în stomac sau în intestine), formată din aglomerări de păr (trichobezoar), lână (lanobezoar) sau resturi vegetale (fitobezoar). Bezoarii au aspect pâslos, formă sferică sau ovoidă, dimensiuni variind între 3-4 cm și 10-15 cm și prezintă mineralizare superficială, cu aspect neted, lucios sau poros. Se cunosc de asemenea, plumobezoare (formate pe seama aglomerărilor de pene) sau lactobezoare (conglomerate de lapte praf nedigerat, mineralizate superficial). Materialul poate fi înghițit de bolnavi cu tulburări psihice și poate produce uneori obstrucție gastrică. Adesea, este îndepărtat prin intervenție chirurgicală. În trecut, bezoarul a fost utilizat în medicina populară ca antidot și i s-au atribuit proprietăți magice și valoare de talisman.